# Airton Roveda
Airton Bernardo Roveda (Bituruna, 14 de fevereiro de 1948), mais conhecido apenas por Airton Roveda, é um empresário, minerador, comerciário e ex-político brasileiro. Foi prefeito em União da Vitória (1993-1996) e Deputado Federal pelo Paraná por três mandatos.

## Vida Pessoal
Airton Bernardo Roveda nasceu em Bituruna no dia 14 de fevereiro de 1948, filho de Amélio Roveda e Elia Lanzarini Roveda.
Iníciou seus estudos na cidade de União da Vitória, onde se formou em Geografia, na Faculdade de Filosofia, Ciências e Letras em 1985. Antes de sua formação, já atuava como comerciante e minerador na região Sul do Paraná sendo proprietário de empresas de extração de areia na região de União da Vitória, atuando em empresas como GR Extração de Areia e Transportes Rodoviários Ltda., Tonial Extração de Areia Ltda. e LA Comércio e Extração de Areia Ltda.
Durante sua carreira política, Airton já esteve filiado a diversos partidos, atuando nos cargos de Prefeito em União da Vitória (se elegendo através do PTB) e Deputado Federal pelo Paraná (se elegendo através do PFL, PTB, PPS, respectivamente).